# Premier Division de la Liga de Irlanda 2016
La Premier Division de la Liga de Irlanda 2016 fue la 96.ª temporada de la Premier Division. La temporada comenzó el 4 de marzo y finalizó el 28 de octubre. El Dundalk conquistó su décimo segundo título de liga.

## Sistema de competición
Los 12 equipos participantes juegan entre sí todos contra todos tres veces totalizando 33 partidos cada uno. Al término de la jornada 33, el primer clasificado obtuvo un cupo para la segunda ronda de la Liga de Campeones 2017-18, mientras que el segundo y tercer clasificado obtuvieron un cupo para la primera ronda de la Liga Europa de la UEFA 2017-18. Por otro lado, el último clasificado descendió a la Primera División 2017, mientras que el penúltimo clasificado jugó el Play-off de relegación contra el ganador de la primera ronda de play-offs de la Primera División 2016, para determinar cual de los equipos jugará en la Premier Division 2017.
Un tercer cupo para la primera ronda de la Liga Europa de la UEFA 2017-18 será asignado al campeón de la Copa de Irlanda.

## Equipos participantes

### Ascensos y descensos
Un total de 12 equipos disputan la liga: los 10 primeros clasificados de la Premier Division de la Liga de Irlanda 2015, el campeón de la Primera División de Irlanda 2015 y el vencedor de la promoción en el Play-off de relegación.
| Pos.  | Descendidos a Primera División 2016 |
| ----- | ----------------------------------- |
| Prom. | Limerick                            |
| 12.º  | Drogheda United                     |

| Pos.  | Ascendidos de Primera División 2016 |
| ----- | ----------------------------------- |
| 1.º   | Wexford Youths                      |
| Prom. | Finn Harps                          |

### Datos de los equipos
| Club                  | Ciudad       | Estadio           | Capacidad |
| --------------------- | ------------ | ----------------- | --------- |
| Bohemian              | Dublín       | Dalymount Park    | 7.000     |
| Bray Wanderers        | Bray         | Carlisle Grounds  | 6.250     |
| Cork City             | Cork         | Turners Cross     | 7.600     |
| Derry City            | Derry (I.N.) | Brandywell        | 7.500     |
| Dundalk               | Dundalk      | Oriel Park        | 5.500     |
| Finn Harps            | Ballybofey   | Finn Park         | 6.000     |
| Galway United         | Galway       | Eamonn Deacy Park | 5.000     |
| Longford Town         | Longford     | Flancare Park     | 6.850     |
| St Patrick's Athletic | Dublín       | Richmond Park     | 5.340     |
| Shamrock Rovers       | Dublín       | Tallaght Stadium  | 8.600     |
| Sligo Rovers          | Sligo        | The Showgrounds   | 5.500     |
| Wexford Youths        | Crossabeg    | Ferrycarrig Park  | 2.500     |

## Tabla de posiciones
| Pos. | Equipo                | Pts. | PJ | G  | E  | P  | GF | GC | Dif. | Clasificación 2017-18                 |
| ---- | --------------------- | ---- | -- | -- | -- | -- | -- | -- | ---- | ------------------------------------- |
| 1    | Dundalk (C)           | 77   | 33 | 25 | 2  | 6  | 73 | 28 | +45  | Segunda ronda de la Liga de Campeones |
| 2    | Cork City             | 70   | 33 | 21 | 7  | 5  | 65 | 23 | +42  | Primera ronda de la Liga Europa       |
| 3    | Derry City            | 62   | 33 | 17 | 11 | 5  | 48 | 29 | +19  | Primera ronda de la Liga Europa       |
| 4    | Shamrock Rovers       | 55   | 33 | 16 | 7  | 10 | 46 | 34 | +12  | Primera ronda de la Liga Europa       |
| 5    | Sligo Rovers          | 49   | 33 | 13 | 10 | 10 | 42 | 35 | +7   |                                       |
| 6    | Bray Wanderers        | 46   | 33 | 13 | 7  | 13 | 39 | 40 | −1   |                                       |
| 7    | St Patrick's Athletic | 45   | 33 | 13 | 6  | 14 | 45 | 41 | +4   |                                       |
| 8    | Bohemians             | 41   | 33 | 12 | 5  | 16 | 30 | 37 | −7   |                                       |
| 9    | Galway United         | 38   | 33 | 10 | 8  | 15 | 44 | 54 | −10  |                                       |
| 10   | Finn Harps            | 32   | 33 | 8  | 8  | 17 | 23 | 49 | −26  |                                       |
| 11   | Wexford Youths        | 23   | 33 | 6  | 5  | 22 | 31 | 70 | −39  | Play-off de relegación                |
| 12   | Longford Town         | 14   | 33 | 2  | 8  | 23 | 25 | 71 | −46  | Descenso de categoría                 |

 Fuente: Sitio oficial
Notas:
1. ↑  Tras ganar la Copa de Irlanda, el Cork City obtiene una plaza para participar en la Liga Europa 2017-18, pero, al encontrarse este equipo clasificado a través de su posición de Liga para disputar la misma, la plaza obtenida a través de la Copa recae sobre el cuarto clasificado

## Resultados
| Local \ Visitante     | BOH | BRW | COR | DER | DUN | FHA | GAL | LON | SHM | SLI | STP | WEX |
| --------------------- | --- | --- | --- | --- | --- | --- | --- | --- | --- | --- | --- | --- |
| Bohemians             | —   | 0–0 | 0–1 | 0–1 | 0–2 | 2–0 | 1–1 | 2–0 | 0–4 | 1–0 | 5–1 | 3–3 |
| Bray Wanderers        | 0–2 | —   | 0–2 | 0–3 | 1–3 | 1–0 | 1–2 | 0–0 | 1–1 | 4–0 | 1–0 | 3–0 |
| Cork City             | 2–0 | 4–0 | —   | 2–1 | 1–0 | 3–1 | 5–3 | 6–0 | 2–0 | 1–2 | 1–0 | 1–1 |
| Derry City            | 1–0 | 2–0 | 1–0 | —   | 0–5 | 2–2 | 2–1 | 4–0 | 3–0 | 0–2 | 1–1 | 1–0 |
| Dundalk               | 2–1 | 1–0 | 0–1 | 1–1 | —   | 3–0 | 2–1 | 4–3 | 1–1 | 1–0 | 2–0 | 3–2 |
| Finn Harps            | 0–0 | 1–0 | 0–1 | 2–1 | 0–7 | —   | 1–0 | 1–0 | 0–1 | 3–0 | 1–2 | 0–1 |
| Galway United         | 1–0 | 4–0 | 2–2 | 0–0 | 1–0 | 1–0 | —   | 2–2 | 0–1 | 1–2 | 0–3 | 4–2 |
| Longford Town         | 0–1 | 1–1 | 0–3 | 1–1 | 0–4 | 0–2 | 1–1 | —   | 0–2 | 2–2 | 0–1 | 2–4 |
| Shamrock Rovers       | 3–1 | 2–0 | 0–0 | 0–1 | 0–2 | 1–1 | 2–0 | 2–1 | —   | 3–0 | 0–2 | 2–0 |
| Sligo Rovers          | 1–0 | 0–0 | 0–0 | 0–0 | 0–1 | 1–1 | 1–1 | 3–0 | 0–2 | —   | 1–0 | 4–1 |
| St Patrick's Athletic | 3–0 | 1–2 | 3–1 | 0–1 | 0–4 | 4–0 | 1–3 | 3–3 | 0–2 | 1–1 | —   | 4–0 |
| Wexford Youths        | 0–1 | 2–0 | 0–1 | 1–2 | 1–2 | 1–1 | 0–2 | 0–2 | 2–0 | 0–5 | 0–1 | —   |

| Local \ Visitante     | BOH | BRW | COR | DER | DUN | FHA | GAL | LON | SHM | SLI | STP | WEX |
| --------------------- | --- | --- | --- | --- | --- | --- | --- | --- | --- | --- | --- | --- |
| Bohemians             | —   | —   | —   | —   | 1–2 | —   | —   | 1–0 | 1–0 | 3–2 | —   | 1–0 |
| Bray Wanderers        | 2–1 | —   | 4–1 | —   | 2–2 | 2–1 | —   | —   | —   | 4–0 | 2–1 | —   |
| Cork City             | 0–0 | —   | —   | —   | —   | 2–0 | —   | 5–2 | 3–0 | —   | 3–1 | 5–0 |
| Derry City            | 2–1 | —   | 0–0 | —   | —   | —   | 0–0 | —   | 2–2 | 2–1 | —   | —   |
| Dundalk               | —   | —   | 2–1 | 3–1 | —   | 2–0 | 4–1 | —   | —   | 0–3 | —   | —   |
| Finn Harps            | 1–0 | 2–1 | —   | 0–5 | —   | —   | —   | 0–1 | 0–2 | —   | 1–1 | —   |
| Galway United         | 2–0 | 0–2 | 0–5 | —   | —   | 3–2 | —   | 0–0 | —   | —   | —   | —   |
| Longford Town         | —   | 0–2 | —   | 2–3 | 0–3 | —   | —   | —   | 2–4 | —   | 0–1 | —   |
| Shamrock Rovers       | —   | 0–0 | —   | —   | 0–3 | —   | 4–2 | —   | —   | —   | 0–0 | 3–1 |
| Sligo Rovers          | —   | —   | 0–0 | —   | —   | 0–0 | 2–1 | 1–0 | 3–2 | —   | —   | 5–0 |
| St Patrick's Athletic | 0–1 | —   | —   | 0–2 | 5–2 | —   | 1–0 | —   | —   | 0–0 | —   | 4–1 |
| Wexford Youths        | —   | 1–3 | —   | 0–0 | 0–1 | 0–0 | 5–4 | 2–0 | —   | —   | —   | —   |

## Play-off de relegación
Fue jugado entre el Wexford Youths, penúltimo de la liga contra el Drogheda United, ganador del partido previo de la Primera División 2016.
| Ida, 31 de octubre de 2016, 19:45 | Wexford Youths             | 2:0 (0:0) | Drogheda United | Ferrycarrig Park, Crossabeg                               |                                                           |
|                                   | - Furlong 66' - Chin 90+1' | Reporte   |                 | Asistencia: 616 espectadores Árbitro(s): Raymond Matthews | Asistencia: 616 espectadores Árbitro(s): Raymond Matthews |

| Vuelta, 4 de noviembre de 2016, 19:45 | Drogheda United                              | 3:0 (1:0) | Wexford Youths | United Park, Drogheda    |                          |
|                                       | - Brennan 45+1' - Faraghe 58' - Thornton 78' | Reporte   |                | Árbitro(s): Graham Kelly | Árbitro(s): Graham Kelly |

| Drogheda United Asciende a Premier League | Wexford Youths Desciende a Primera División |

## Goleadores
Actualizado el 28 de octubre de 2016.
| Rank | Jugador          | Club                  | Goles |
| ---- | ---------------- | --------------------- | ----- |
| 1    | Sean Maguire     | Cork City             | 18    |
| 2    | Rory Patterson   | Derry City            | 17    |
| 3    | David McMillan   | Dundalk               | 16    |
| 4    | Vincent Faherty  | Galway United         | 12    |
| 5    | Conan Byrne      | St Patrick's Athletic | 11    |
| 6    | Raffaele Cretaro | Sligo Rovers          | 10    |
| 6    | Kurtis Byrne     | Bohemians             | 10    |
| 6    | Christy Fagan    | St Patrick's Athletic | 10    |
| 6    | Gary McCabe      | Shamrock Rovers       | 10    |
| 10   | Daryl Horgan     | Dundalk               | 9     |